# Winter X Games XXI
I Winter X Games XXI sono stati la ventunesima edizione della manifestazione organizzata dalla ESPN, si sono tenuti dal 26 al 29 gennaio 2017 ad Aspen, negli Stati Uniti d'America.

## Risultati

### Snowboard
| Evento                               | Evento                               | Oro                          | Argento                   | Bronzo                      |
| Uomini                               | Slopestyle                           | Marcus Kleveland             | Tyler Nicholson           | Mark McMorris               |
| Uomini                               | SuperPipe                            | Scotty James                 | Matthew Ladley            | Taylor Gold                 |
| Uomini                               | Big Air                              | Maxence Parrot               | Marcus Kleveland          | Mark McMorris               |
| Donne                                | Slopestyle                           | Julia Marino                 | Jamie Anderson            | Katie Ormerod               |
| Donne                                | SuperPipe                            | Elena Hight                  | Cai Xuetong               | Chloe Kim                   |
| Donne                                | Big Air                              | Hailey Langland              | Anna Gasser               | Julia Marino                |
| Special Olympics Unified Dual Slalom | Special Olympics Unified Dual Slalom | Semen Ferotov Jamie Anderson | Daina Shilts Hannah Teter | Craig Muhlbock Scotty James |

### Freestyle
| Evento | Evento     | Oro             | Argento         | Bronzo                 |
| Uomini | Slopestyle | Øystein Bråten  | McRae Williams  | Alex Beaulieu-Marchand |
| Uomini | SuperPipe  | Aaron Blunck    | Miguel Porteous | Noah Bowman            |
| Uomini | Big Air    | James Woods     | Henrik Harlaut  | Kai Mahler             |
| Donne  | Slopestyle | Kelly Sildaru   | Tess Ledeux     | Johanne Killi          |
| Donne  | SuperPipe  | Marie Martinod  | Ayana Onozuka   | Maddie Bowman          |
| Donne  | Big Air    | Lisa Zimmermann | Kelly Sildaru   | Giulia Tanno           |

### Motoslitta
| Evento            | Oro            | Argento         | Bronzo          |
| SnoCross Adaptive | Mike Schultz   | Garrett Goodwin | Jeff Tweet      |
| SnoCross          | Brett Turcotte | Levi LaVallee   | Justin Hoyer    |
| BikeCross         | Petter Narsa   | Adam Renheim    | Lincoln Lemieux |
| Best Trick        | Daniel Bodin   | Brett Turcotte  | Joe Parsons     |
| BikeCross         | Brock Hoyer    | Colton Haaker   | Cody Matechuk   |
| Freestyle         | Joe Parsons    | Colten Moore    | Levi LaVallee   |

## Medagliere
| Pos.   | Paese         | Oro | Argento | Bronzo | Totale |
| ------ | ------------- | --- | ------- | ------ | ------ |
| 1      | Stati Uniti   | 7   | 7       | 8      | 22     |
| 2      | Canada        | 2   | 2       | 5      | 9      |
| 3      | Svezia        | 2   | 2       | 0      | 4      |
| 4      | Norvegia      | 2   | 1       | 1      | 4      |
| 5      | Estonia       | 1   | 1       | 0      | 2      |
| 5      | Francia       | 1   | 1       | 0      | 2      |
| 7      | Australia     | 1   | 0       | 1      | 2      |
| 7      | Regno Unito   | 1   | 0       | 1      | 2      |
| 9      | Germania      | 1   | 0       | 0      | 1      |
| 10     | Australia     | 0   | 1       | 0      | 1      |
| 10     | Cina          | 0   | 1       | 0      | 1      |
| 10     | Giappone      | 0   | 1       | 0      | 1      |
| 10     | Nuova Zelanda | 0   | 1       | 0      | 1      |
| 14     | Svizzera      | 0   | 0       | 2      | 2      |
| Totale | Totale        | 18  | 18      | 18     | 54     |